# Lorna Bodha
Lorna Bodha (22 gennaio 2003) è una giocatrice di badminton mauriziana.

## Palmarès
Kampala 2022: oro nel doppio femminile e bronzo nel doppio misto